# Iglesia de la Merced (Játiva)
La iglesia parroquial de la Merced, se encuentra en la plaza del mismo nombre, en el antiguo barrio de les Barreres, de la localidad de Játiva, en la comarca de La Costera, de la provincia española de Valencia.

## Historia
Construida como iglesia dentro del antiguo convento mercedario de San Miguel, el templo sirve actualmente de parroquia. Su origen se remonta a 1251 cuando Jaime I facilitó que la orden de los mercedarios se expandiera por las principales ciudades de su corona.
En 1715 y tras el incendio de la ciudad con motivo de la guerra de sucesión, tuvo que reconstruirse, cambiándose entonces el nombre de San Miguel por el actual de Nuestra Señora de la Merced.
Posteriormente, en 1821 otra parroquia de la ciudad, la de Santa Tecla, es trasladada a la Iglesia del convento de la Merced, con lo que acaba denominándose finalmente como Iglesia de la Merced y Santa Tecla.